# ガザ紛争 (2008年-2009年)
ガザ紛争（ガザふんそう）は、2008年12月から2009年1月にかけ、イスラエル国防軍とパレスチナ自治区のガザ地区を統治するハマースとの間で行われた紛争である。

## 概要
イスラエル国防軍における作戦名は、「キャストレッド作戦（ヘブライ語: מבצע עופרת יצוקה、英語: Operation Cast Lead）」。「鋳造された鉛」の意味で、ユダヤ教の祭日であるハヌカーの際、子供達に与えられるドレイドルという独楽を指している。
イスラエルに批判的なアラブ諸国などでは「ガザの虐殺（アラビア語: مجزرة غزة、英語: Gaza Massacre）」と呼ばれている。
この時点では、第四次中東戦争（1973年10月）以来最大の死傷者を出した紛争となった。パレスチナ側では民間人を含む1,300人以上が死亡したが、犠牲者の大多数は一般市民であり、特に死傷者の1/3は子供で、未成年の被害者が特段に多い紛争となった。
これまでに、市民への無差別攻撃、怪我人搬送のために走行していた国際赤十字の救急車両への攻撃、国際連合が運営し、避難所としてイスラエルへも通告していた女学校への無差別空爆、幼児への無差別銃撃など、数多くの戦争犯罪が判明している。

## 背景
イスラエルとハマースの間では、2008年6月から半年間にわたって停戦協定が結ばれた。6月19日、エジプトの仲介でハマースとイスラエルは6ヶ月間の停戦に踏み切るが、断続的に衝突が続いた。そして、12月に入り、再度エジプトの仲介の下で停戦延長の交渉が持たれたが、ハマース側はイスラエルがガザの封鎖解除に応じないことを問題視し、延長を拒否したため12月19日に失効した。
停戦の期限が切れる前の11月4日夜、イスラエル軍はガザ中部に侵攻し、戦闘や空爆でハマースの6人が死亡した。ハマースは5日、イスラエルに向けて30発以上のロケット弾を発射したが、被害はなかった。
しかし、イスラエル軍は11月12日、再び越境攻撃でハマースの4人を殺害。ハマースは14日、ガザから約10キロ北のイスラエル中部の中核都市アシュケロンに、より高性能の旧ソ連型ロケット弾を撃ち込んだ。けが人はなかったが、イスラエル軍は大規模空爆など攻撃拡大に踏み切るとみられていた。
イスラエルでは2009年2月に総選挙を控えていたが、攻撃前の段階で対パレスチナ強硬派の野党・リクードが支持を拡大し、与党・カディマも弱腰な姿勢を見せることはできないとして、大規模な報復攻撃を実行することとなった。また、2009年1月20日の「敵との対話」を掲げるアメリカ・オバマ政権の発足前に、「ハマースを弱体化しておきたい」とするイスラエルの思惑があったという論調もある。

## 経過

ガザ地区の地図

### イスラエル軍による空爆
2008年12月27日（現地時間午前11:30、UTC午前9:30）、イスラエル空軍がガザ地区全土に大規模な空爆を開始した。2009年1月3日の地上侵攻までの死者は430人にのぼった。

### 地上侵攻
1月3日、イスラエル軍はガザ地区への大規模な砲撃の後、歩兵、戦車、砲撃隊などの隊列が侵攻を開始し、事態は市街戦に発展した。ハマースとの激烈な戦闘が行われ、ガザ地区では空爆や砲撃によって自宅を失った一般市民4,000人が更に避難民と化した。
1月6日、イスラエル軍が国際連合パレスチナ難民救済事業機関 (UNRWA) の運営する避難所となっている学校を砲撃、少なくとも40人が死亡した。これに対し、イスラエル軍は同施設の付近からハマース側の攻撃があったために加えた反撃であると主張しているが、UNRWAや地元住民は「現場に戦闘員はいなかった」と否定している。
1月7日、イスラエル軍は国際機関らによる援助物資の搬入のため、27日の攻撃開始以来初めて、3時間程度戦闘を停止した。

### 停戦への動き
戦闘開始が年末で、多くの諸外国がクリスマス及び年末年始の休暇の時期に入っていたことから停戦調停が遅れ、戦闘が長引く要因になった。
ハマースの代表団は1月9日夜、カイロ入りし、仲裁国のエジプトと停戦交渉に入った。エジプトによる停戦案にイスラエル側は原則同意の方針を示したが、ハマースの在外指導部はこれを拒否した。その他にも国際連合やフランスなどから停戦案が提示されたが、どれも合意には至らなかった。
戦闘開始から3週間たった1月17日、イスラエルは一方的な「停戦宣言」を出し部隊の引き上げを始めた。ただし、この停戦は上記のエジプト仲介による停戦プロセスとは関係がない。直後、ハマースも抗戦を停止した。その後イスラエル軍は、アメリカのバラク・オバマ新大統領が就任した20日にガザの市街地からの撤退を完了した。

## 戦闘後
戦闘停止後、各国・団体によるガザへの復興支援が始まったが、イスラエルとエジプトが国境封鎖と検問を継続しており生活用品の運搬にも支障が出ている。1月27日、エジプト政府が停戦協定を2月5日前後に発効させる方向で調整をしていると報じられた。
同27日、境界付近で爆発が起こり、パトロール中のイスラエル兵1人が死亡。イスラエルは直ちにガザ方面へ反撃し、農民1人が殺害された。イスラエルは人道物資支援の検問所をすべて閉鎖した。
現在も散発的にガザから迫撃砲が撃ちこまれ、それに対してイスラエル軍が反撃するなど小規模な戦闘は今も続いている。このため、ガザの境界近くに住むイスラエル人住民の間からは、問題の根本的解決のためにガザ再攻撃を望む声が強まっている。

## 国際社会の反応

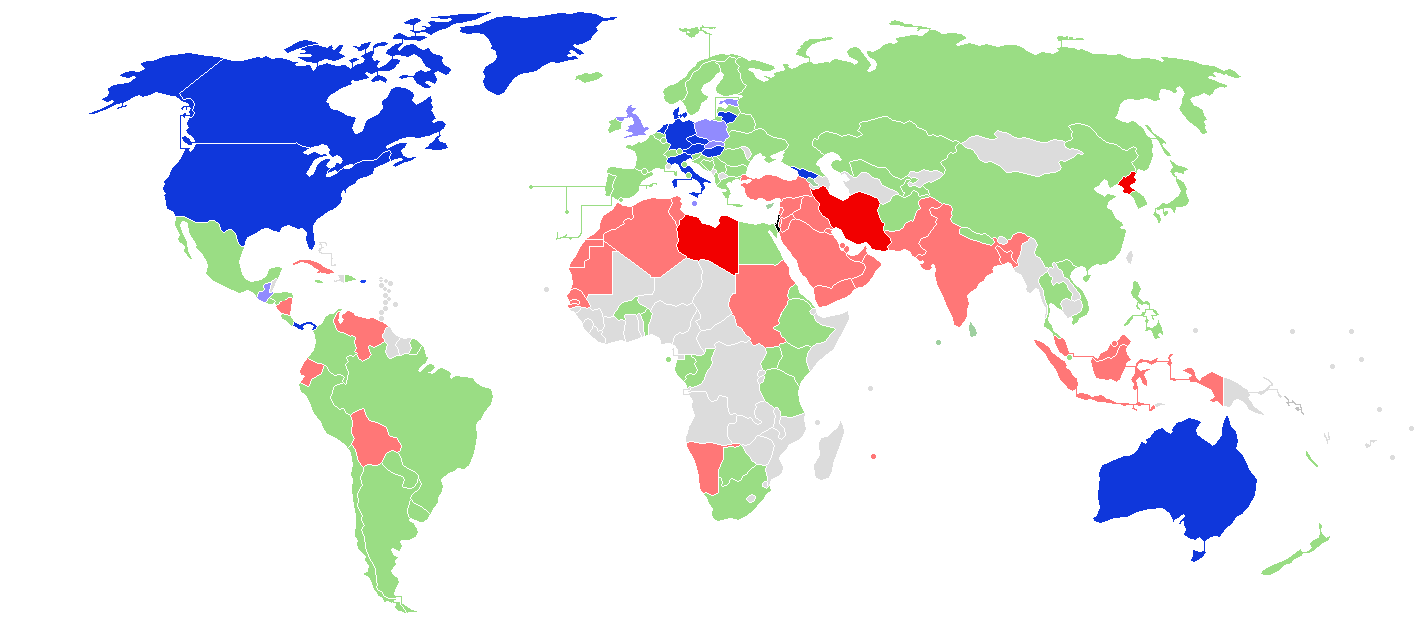
イスラエルとガザ
イスラエルを支持し、イスラエルの行動を防衛権に基づくものと定義した国
ハマスのみを非難した国
ハマスを支持し、ハマスの行動を防衛権に基づくものと定義した国
イスラエルのみを非難した国
両陣営に対し停戦を求め、いずれをも非難しなかった国
公式には立場を表明していない国

### 日本
麻生太郎首相は2008年12月31日、イスラエルのエフード・オルメルト首相と電話で会談し、速やかな空爆の停止を求めた。また、パレスチナに対して援助を与える事を表明している。
国連人権理事会に提出されたイスラエル非難決議案は、イスラエル批判に傾重しているとして棄権した。日本はパレスチナ問題に対しては、どちらか一方に肩入れすることはなく一貫して中立の姿勢をとり続けている。

### 国連
1月8日、国際連合安全保障理事会は、「即時かつ恒久的な停戦」とイスラエル軍の撤退を求める決議を賛成14、棄権1（アメリカ）で採択。イスラエル・ハマース双方決議を黙殺した。
また同8日、国際連合パレスチナ難民救済事業機関は、イスラエルの攻撃で職員が殺害されたことを理由にガザでの人道活動援助を11日まで全面停止した。
翌9日、国連人権理事会はイスラエル非難決議案を賛成33、反対1（カナダ）、棄権13（日本・欧州）で可決した。
15日、潘基文事務総長がイスラエルを訪問したが、直後にパレスチナ難民救済事業機関本部の敷地内が攻撃を受け、「強い抗議と怒り」を表明。イスラエル政府は陳謝した。

### フランス
ジョージ・W・ブッシュ大統領の任期切れ間近を背景に本格的な行動をとらないアメリカとは対照的に、積極的に停戦交渉に乗り出したのがフランスのニコラ・サルコジ大統領であった。サルコジ大統領は2009年1月5日から中東入りし、エジプトのホスニー・ムバーラク大統領、パレスチナ自治政府のマフムード・アッバース議長、イスラエルのエフード・オルメルト首相と会談。1月6日には、シリアのバッシャール・アル＝アサド大統領、レバノンのフアード・シニオラ首相とも会談している。
また、パリにあるイスラエル大使館前には多くのユダヤ系住民が詰めかけ、ガザ攻撃を「正当防衛」として支持するデモ活動を行った。

### アメリカ合衆国
コンドリーザ・ライス国務長官は2008年12月27日、事件に関してハマースを非難する声明を出した。続いて12月30日、ブッシュ大統領はパレスチナ自治政府のアッバース議長、サラーム・ファイヤード首相と電話で会談し、停戦に向けて協議を行った。年が明けて1月3日には、国民向けラジオ演説で情勢の悪化の責任はハマースにあると非難した。
一方で、1月20日に新大統領に就任予定のバラク・オバマは1月6日、「ブッシュ大統領だけが米国を代表して発言し得る」として、就任まで明確な意見を表明しない方針を示した。「大統領は1人」という原則に従っているオバマではあるものの、この態度に関してはイスラエル・パレスチナ双方から不満の声があがっており、1月5日付のニューヨーク・タイムズは「オバマ氏はイスラム圏の多くの識者を落胆させた」と指摘した。
オバマは、大統領就任後の1月21日に、米国のイスラエル支持を明確にする一方、パレスチナ・ヨルダン・エジプトなどアラブ諸国の各首脳と電話会談を行い平和的解決への対応を行った。
ロナルド・レーガン政権当時の財務次官補、ポール・クレイ・ロバーツは2009年1月8日、独立系メディアの「インフォメーション・クリアリングハウス」に『米国の恥』と題する小論を寄せ、この中で“なぜイスラエルにのみ生存権が容認され、パレスチナには否定されているのか。アメリカよ、60年前から続くイスラエル製の嘘で凝り固めた無知の中にいるがよい”と、見て見ぬ振りを続ける連邦政府と多数のアメリカ国民を非難した。

### 近隣諸国
シリアが国連に上述の決議案を提出し、またエジプトが調停に向けた独自の動きを展開するなど事態収拾に向けた動きはあるものの、成果は得られなかった。また反イスラエル感情によりイスラエル人のテニス選手はアラブ首長国連邦に入国拒否された。

### 南米
反米国家であるベネズエラのウゴ・チャベスとボリビアのエボ・モラレス両大統領（ともに当時）はイスラエルに対して強硬な姿勢を見せた。1月6日、ベネズエラは同国駐在のイスラエル大使を追放し、1月9日、ガザ地区に向け救援物資を発送した。1月14日、ボリビアはイスラエルとの断交を宣言し、直後にベネズエラも同様の措置を発表した。

### その他団体

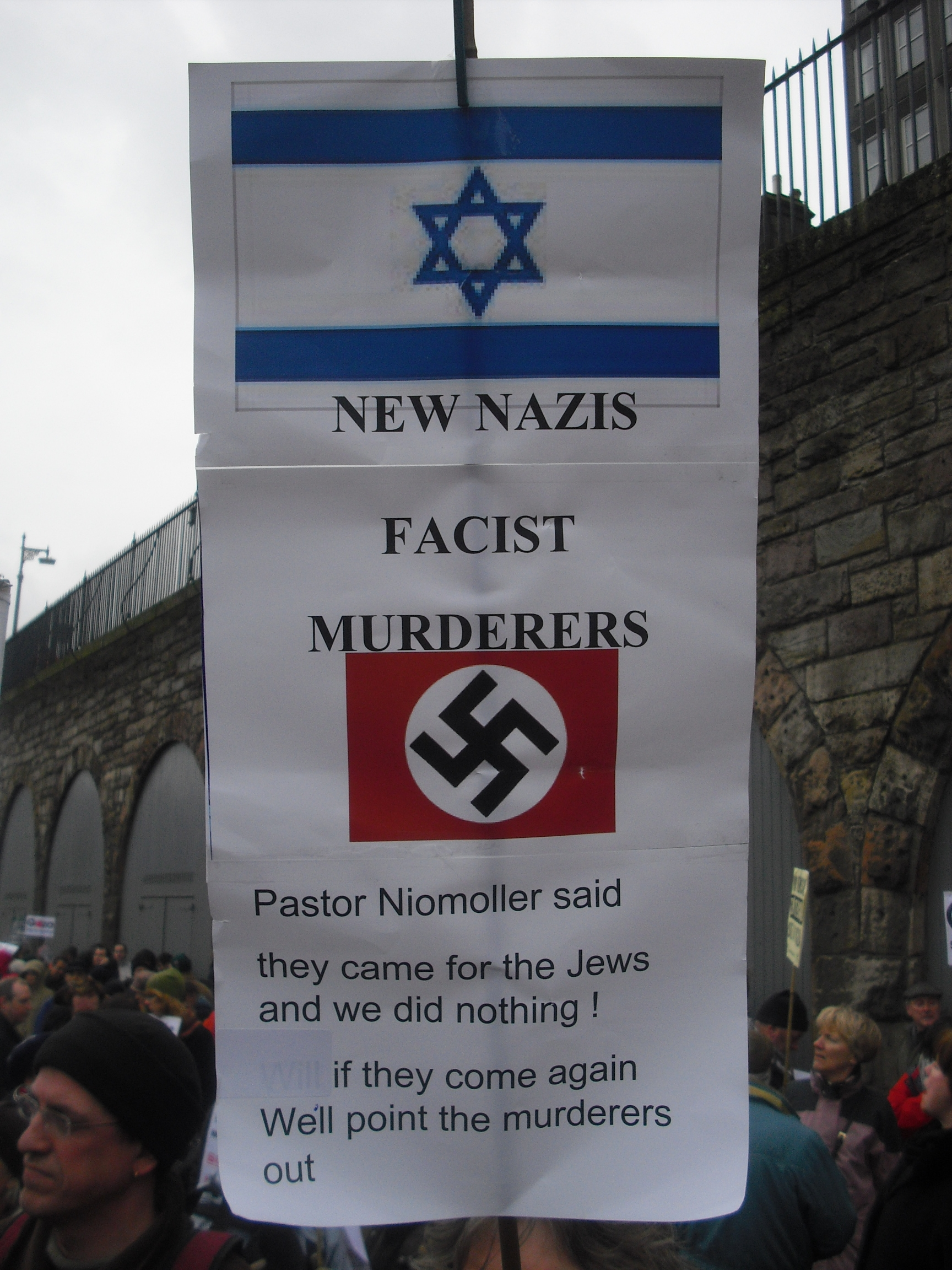
イスラエル軍の攻撃への抗議を示すプラカード。「新たなるナチ・ファシスト殺人者」の文面にハーケンクロイツがあしらわれている。

1月7日、ローマ教皇庁のレナート・マルティーノ議長は「ガザは巨大強制収容所だ」と、イスラエルを批判した。
1月10日、人権団体ヒューマン・ライツ・ウォッチは、イスラエルの攻撃に白リン砲弾が使われたとして、使用中止を求める声明を発表した。なお、白リン砲弾を使用することの問題の有無は議論が分かれている。詳細は白リン砲弾リンク先を参照。

## 被害

死傷者数を示したグラフ （08.12.27 - 09.01.19）
■紫（左）：イスラエル側の死者・負傷者
■橙（右）：パレスチナ側の死者・負傷者
（ロイター通信・パレスチナ保健省・エルサレムポストによる）

1月8日、国連のホームズ緊急援助調整官室長の発表によると、パレスチナ人犠牲者が8日までに約760人に上り、うち子供が約3分の1に上ることを明らかにした。また14日、犠牲者が1,000人を突破。これまで最高だった2002年の死者数989人をわずか2週間で更新した。最終的な死者は1,300人を突破した。イスラエル側の死者は13人（うち民間人3人）で、4人は味方の誤射によるものだった。
また、市民に対して白燐弾などを用いた無差別攻撃、幼児に対する無差別銃撃などが報道され、人権団体からの非難を浴びた。
ガザ市の人権団体、パレスチナ人権センターは3月19日、パレスチナ側の総死者数は1,417人に上ったと発表し、全員の氏名を公開した。それによると926人が民間人でうち313人が18歳未満の子供、116人が女性。戦闘員が236人、警察官が255人だった。

一方、イスラエル軍は3月26日、パレスチナ側の死者は1,166名で、709人がハマースなどの戦闘員であると発表した（イスラエルは警察官も戦闘員と見なしている）。民間人は295人、うち89人が16歳未満、49人が女性で、残る162人は特定できていないとしている。 

## 中国の武器横流し疑惑
ハマースの使用したアサルトライフルやロケット弾が中華人民共和国製であることが確認されている。よって、中国が第三国経由で武器・弾薬を横流しした疑惑が持たれている。ただ当の中国政府は武器を売却している事を否定している。